# Wardle (Wielki Manchester)
Wardle – wieś w Anglii, w hrabstwie ceremonialnym Wielki Manchester, w dystrykcie metropolitalnym Rochdale. Leży 22 km na północ od centrum miasta Manchester. Miejscowość liczy 7092 mieszkańców.